# Linha 10 (Metro de Barcelona)

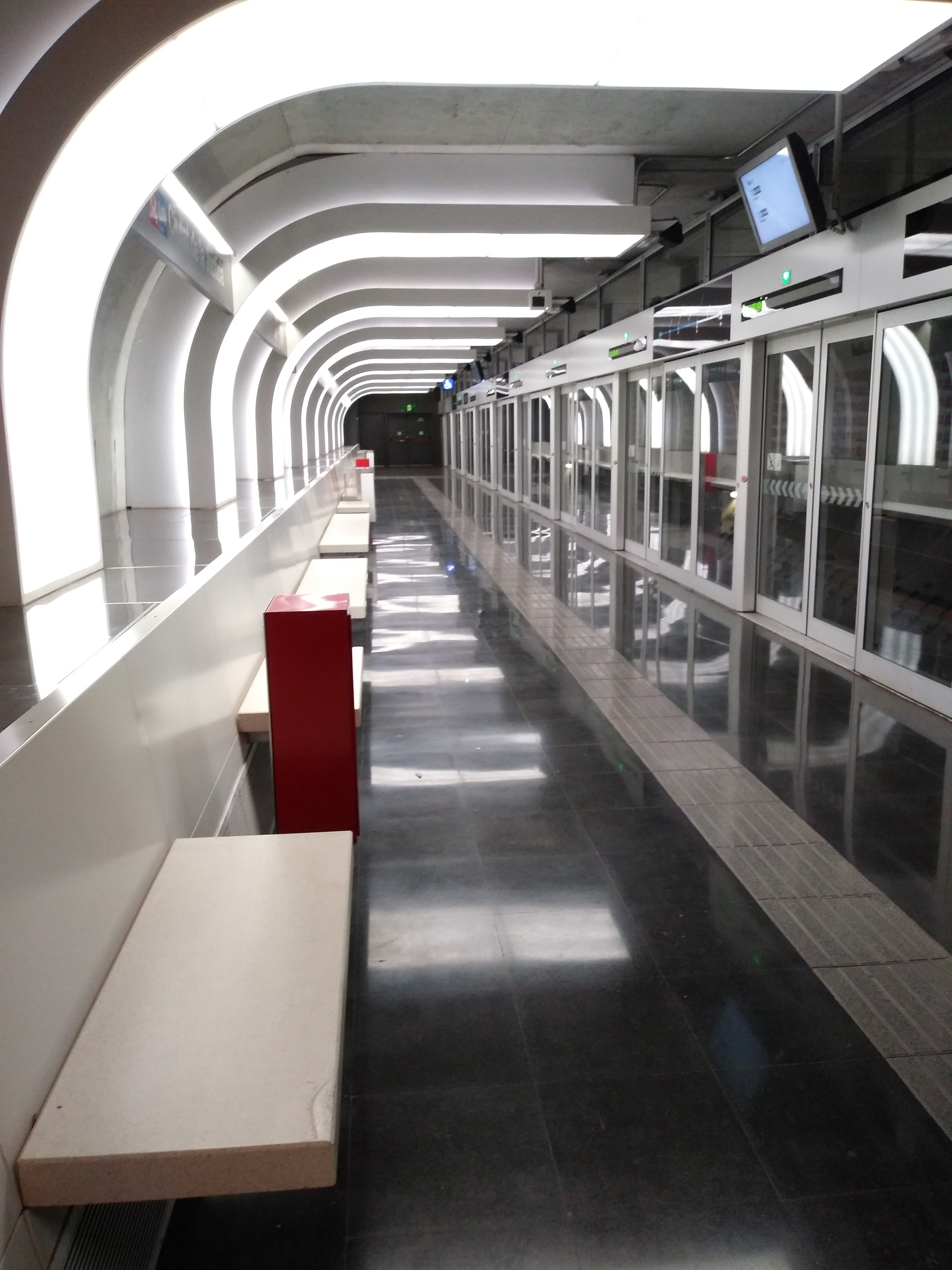
Estação Ciutat de la Justicia.

A Linha 10 do Metro de Barcelona  foi projetada para como uma linha transversal a parte superior da cidade com o objetivo de ligação as linhas verticais e ligam o Zona Franca, Badalona e bairros distantes do centro. Ações parte do caminho com o Linha 9.

## Mapa da linha

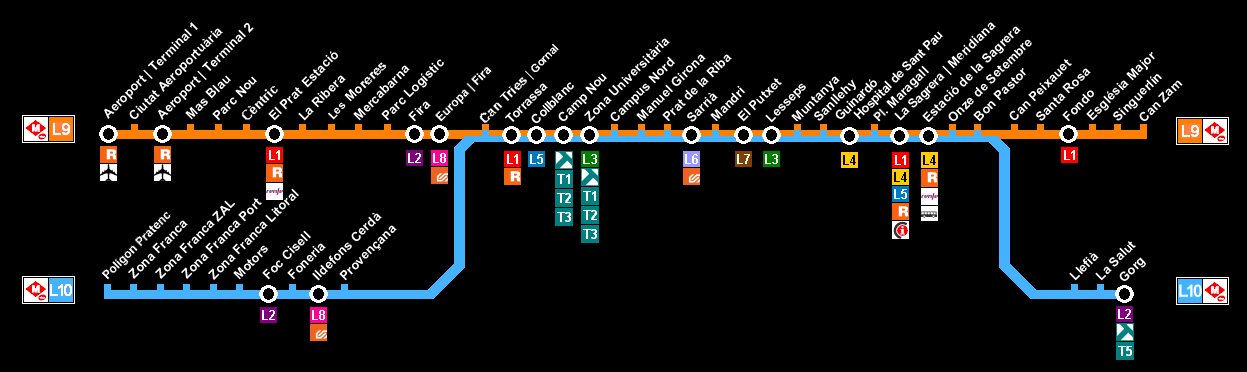
Linha 9 e 10 do Metro de Barcelona.

## História
O trecho inicial foi inaugurado no ano de 2010, entre as estações La Sagrera e  Gorg, com algumas aplicações nos anos seguintes.
A Linha 10 do Metro de Barcelona dispõe de conexões de serviços com as linhas Linha 1, Linha 2, Linha 5 e Linha 9.

## Informações técnicas
| Cor                           | Azul claro                      |
| Número de estações            | 6 (+ 28 em construção)          |
| Tipo                          | Metro convencional              |
| Distância                     | 5,57 (+ 33,3km em construção)   |
| Trens                         | Serie 9000.                     |
| Tempo de viagem               | 11 minutos.                     |
| bitola da via                 | 1.435 mm (bitola internacional) |
| Tração                        | Eletricidade                    |
| Trecho ao ar livre            | Nenhum                          |
| Cobertura de telefone celular | Parcial                         |
| Oficinas e páteos de manobra  | Can Zam                         |
| Operadora                     | TMB                             |